# Professor Layton and Pandora’s Box
Professor Layton and the Diabolical Box  (яп. レイトン教授と悪魔の箱 Рэйтон-кё:дзю то акума но хако, «Профессор Лейтон и дьявольская шкатулка»), а в Австралии, Европе, и, в частности, в России распространялась под названием Professor Layton and Pandora’s Box (с англ. — «Профессор Лейтон и ящик Пандоры») — приключенческая видеоигра с включённым в неё множеством головоломок для переносного игрового устройства Nintendo DS. Разработана и выпущена в Японии студией Level-5, в остальном мире игра издана компанией Nintendo. Игра является продолжением первой игры о профессоре Лейтоне. Сюжет напрямую не связан с дебютной частью, но некоторые второстепенные персонажи появляются во второй части.
В игре профессор Лейтон и его помощник Люк расследуют дело о смерти доктора Шрадера, наставника Лейтона, и об исчезновении загадочной шкатулки, способной якобы убить каждого, кто откроет её. В поисках шкатулки персонажи отправляются вглубь Англии, по пути решая самые разные головоломки.

## Игровой процесс
Игровой процесс практически не отличается от такового в первой части серии. Игра сделана в стиле приключенческих игр, где персонажам нужно перемещаться между нарисованными сценами и общаться с неигровыми персонажами, чтобы получать информацию и продвигаться по сюжету. Во время исследования зачастую приходится решать головоломки: в этом случае игра переходит в режим решения загадок, где на верхнем экране отображается текст задачи, а на нижнем — её графическое воплощение, с которым нужно взаимодействовать с помощью стилуса. Задачка может требовать просто правильного ответа, который нужно написать стилусом или показать на картинке, либо просит начертить путь выхода из лабиринта, кратчайший маршрут, либо решить задачи на доске солитера или шахмат и тому подобное — разнообразие детских задачек в игре весьма широко. За решение задачек выдают так называемые «пикараты» — очки, на которые можно покупать в разделе бонусов внутриигровую музыку, дополнительные иллюстрации к игре, углублённые сведения о персонажах и т. п. Однако если игрок даст неправильный ответ, кол-во получаемых пикаратов за загадку уменьшится, что подталкивает решать задачки честно, а не методом тыка. Всего в игре 153 головоломки, из них 138 открываются в основной игре, а ещё 15 особенно сложных становятся доступны после выполнения определённых условий, например, после прохождения игры, после решения всех загадок, после решения всех дополнительных мини-игр. К тому же, была возможность загружать добавочные «еженедельные» загадки с помощью онлайн-сервиса Nintendo Wi-Fi Connection. Каждую неделю после выхода игры становилась доступна новая головоломка; это продолжалось в течение 34 недель. Впрочем, 20 мая 2014 года сервис прекратил своё существование, поэтому с тех пор получить добавочные загадки стало невозможно.
Также как и в предшествующей игре, здесь имеются дополнительные три мини-игры, элементы к которым открываются при решении несюжетных головоломок. Например, игрок могут дать запчасти для фотоаппарата, собрав который, можно делать фотографии некоторых мест и тем самым активировать загадки типа «найди три отличия». Также игрок может получить различные пряные травы, а затем попробовать заварить разные сорта чая; жители заключительного города Фолсенс попросят угостят их чаем, и игрок должен подать тот чай, который соответствует их предпочтениям. Ещё за решение головоломок могут вручить игрушки для тренировки хомячка, которого находит Люк в ходе путешествия. Игра-тренировка проходит на поле 8х6 клеток, где нужно расставить игрушки. Некоторые игрушки привлекают хомяка, тогда как другие пугают и заставляют бежать в противоположную сторону. Цель игры заключается в том, что заставить хомячка пройти наибольшее расстояние от стартовой клетки.

## Разработка
Во время анонсирования первой части сразу было объявлено, что это лишь начало трилогии, и игроки могут ждать по меньшей мере ещё две игры о приключениях Лейтона. При этом однако во второй части изначально задумывалось, что профессор попадёт на необитаемый остров, и игра бы называлась «Профессор Лейтон и секрет острова-призрака» (яп. ゆうれい島のひみつ , Рэйтон-кё:дзю то ю:рэй-сима-но химицу). Однако впоследствии эта идея было отметена, поскольку образ английского джентльмена на фоне такого дикого пейзажа смотрелся бы неуместно.
Главным составителем головоломок, как и в первой части, всё также был профессор Акира Таго. После первой части многие жаловались на то, как загадки оторваны от сюжета. В этот раз профессору дали целую команду помощников, и вместе они попытались вставить каждую головоломку как можно более органично в повествование игры. Интересно, что часть головоломок в японской версии использовали каламбуры английского языка и были перенесены в неизменном виде в западный релиз, однако всё же были и загадки привязанные к особенностям японского — такие загадки в англоязычных версиях были заменены на задачки более понятные англоговорящим.
Разработчики хотели добиться в Professor Layton and the Diabolical Box большей кинематографичности. Этому способствовали не только более логично вписанные в историю загадки, но и также постоянно меняющееся место действия: если в первой части действие происходило лишь в одном городке, то здесь персонажи начнут путешествие в Лондоне, проедутся на экспрессе и побывают в нескольких придорожных городках. В целях приближения к настоящему фильму были также приглашены именитые звёзды японского кино для озвучивания ключевых персонажей.

## Восприятие
| Сводный рейтинг    | Сводный рейтинг |
| Агрегатор          | Оценка          |
| ------------------ | --------------- |
| GameRankings       | 85,41 %         |
| Metacritic         | 84/100          |
| Иноязычные издания |                 |
| Издание            | Оценка          |
| 1UP.com            | A+              |
| Edge               | 7/10            |
| Eurogamer          | 8/10            |
| Game Informer      | 8,25/10         |
| GameSpot           | 8,5/10          |
| GameSpy            | 4,5/5           |
| IGN                | 8,5/10          |
| Nintendo Power     | 8/10            |
| VideoGamer         | 8/10            |

Игра получила положительные отзывы критиков. На сайтах-агрегаторах Game Rankings и Metacritic были выставлены оценки 85,41 % и 84/100 соответственно. Критики отмечали, что сиквел сохранил достоинства первой игры, расширив при этом возможности игры. Журналы отмечали широкое разнообразие загадок и то, как они, в отличие от предыдущей игры, более органично встроены в игру. Также был замечено, что в новой игре более активно используется стилус консоли. Впрочем, были высказаны и возмущения: рецензент из GameSpy посетовал на повторяющиеся загадки, а некоторые критики были недовольны, что текст отдельных головоломок непонятен и может расцениваться двусмысленно. «И вообще Акира Таго проявил себя на все сто в первой игре, а здесь лишь повторяет свои идеи» — заключил Джон Уолкер из Eurogamer. Отмечалась разнящаяся сложность головоломок — от элементарных до действительно сложных; на этом основании не стоит утверждать, что игра предназначена для маленьких детей. Продолжая тему «недетскости», Eurogamer порицал наличие в одном из игровых городов борделя и шуток на эту тему.
В целом отмечалось, что в игре стало больше контента, мир стал шире за счёт ряда разных локаций в игре, в отличие от первой части, где действие проходило лишь в одном городе. Но с другой стороны, многим не понравилось по нескольку раз возвращаться в «скучный» экспресс. Заслужили похвалы и новые мини-игры, и то, как с их помощью можно взаимодействовать с неигровыми персонажами. Многие рецензенты были рады введению новой функции в режиме решения головоломок — экрану заметок. Это гораздо удобнее, чем рисовать на самой иллюстрации к загадке, да и редактировать его с помощью ластика гораздо удобнее, — объясняют порталы Eurogamer и Game Informer. C положительной стороны была оценена система подсказочных монеток, которая побуждает более внимательно исследовать игровые локации и не даёт «застрять» на очередной загадке. Хотя некоторые критики высказали, что на действительно сложных загадках, подсказки не помогают.
Общая презентация игры вызывала восторги у всех журналистов. Eurogamer сравнил анимационные ролики с лучшими работами Миядзаки. А IGN похвалил оригинальную европейскую стилистику игру, в противовес аниме-стилю, в котором выходят большинство японских работ. Высоко было оценено озвучивание персонажей в игре, хотя Джону Уолкеру не понравилась роль Люка в исполнении Лани Минеллы в европейской версии игры: «Как только Люк начинает говорить, мне хочется бросить его на рельсы под колёса экспресса». Правда, Крэйг Хэррис из IGN с сожалением отмечал, что из-за ограниченного объёма картриджа роликов и озвученных диалогов довольно немного.
Сюжет был воспринят по-разному. С одной стороны отмечались неожиданное развитие сюжета, с другой стороны Неон Келли в обзоре на ресурсе Videogamer.com жаловался, как повествование вяло и медленно развивается, а журналист из Game Informer отмечал, что в сюжете присутствуют избитые клише. Отмечались дурацкие, доведённые до абсурда сюжетные повороты, журналист GameSpy в своём обзоре пишет: «Я бы не удивился, прикати в конце игры Скуби-Ду на своём „Фургончике Тайн“». Но, как и впервой игре, всем понравились забавные карикатурные обитатели городков, в особенности был отмечен проводник Сэмми, играющий рок-музыку по поводу и без. Хотя Gamespot с негодованием отметил общую депресcивность обитателей и атмосферы вообще в последнем городе игры.